# Гуторов, Михаил Максимович
Михаил Максимович Гуторов (1911—1999) — заслуженный деятель науки и техники РСФСР, профессор, доктор технических наук. Заведующий кафедрой светотехники МЭИ в период с 1974 по 1985 год.

## Биография
Михаил Максимович Гуторов родился 11 ноября 1911 года.
Получил семилетнее школьное образование, затем окончил профтехучилище. В 1930 году начал работать столяром на мебельной фабрике. В это же время поступил на рабфак. Перешёл на работу на Сокольнический вагоноремонтный завод. В 1933 году поступил на учёбу в МЭИ. Курс «Световые приборы» на кафедре светотехники тогда читал Л. Д. Белькинд, курс «Осветительные установки» — В. В. Мешков, «Световые измерения» — П. И. Мартынов. Преподавал также П. И. Черноусов. В 1938 году он стал выпускником МЭИ и получил диплом инженера. До 1941 года работал в Московской проектной конторе Центроэлектромонтаж. Занимался проектированием освещения зданий, в числе его работ — Дворец советов в Москве.
Михаил Гуторов был призван в Красную Армию. В 1941 году он на протяжении года был преподавателем в Муромском военном училище. С конца 1942 до конца 1945 года он служил в действующей армии. Его военная служба началась в 11-й Резервной армии Северо-Западного фронта, должность — помощник начальника связи армии. Вскоре армию перебросили на Брянский фронт, и переименовали в 63-ю армию. Был награждён орденом Красной звезды за отличную организацию связи при взятии города Орла. Михаила Гуторова при боях под Могилевом перевели в 50-ю армию, на должность старшего помощника начальника связи армии. По завершении Белорусский операции, Михаил Гуторов был награждён орденом Отечественной войны 2-й степени, а после взятия Кёнигсберга — вторым орденом Отечественной войны 2-й степени. В конце 1945 года Михаил Гуторов демобилизовался в звании инженер-майора. Он занимал должность заместителя начальника связи Восточно-Сибирского военного округа.
После демобилизации, Михаил Максимович Гуторов работал в Министерстве электростроения. Затем стал работать инженером на кафедре светотехники МЭИ. В 1946 году стал преподавать в МЭИ.
В 1954 году он стал деканом факультета электровакуумной техники и приборостроения (ЭВПФ).
В 1953 году Михаил Гуторов защитил кандидатскую диссертацию, основой которой стали научные исследования в области видимости рельефных объектов.
В 1973 году он защитил докторскую диссертацию на тему «Аналитическое и экспериментальное определение видимости рельефных объектов».
В 1974 году стал заведующим кафедрой института светотехники.
В 1978 году Михаил Максимович инициировал создание единственного в стране диссертационного совета по присуждению ученой степени доктора наук, специальность «Светотехника». Этот совет функционирует до сих пор.
Умер в 1999 году.

## Награды
- Награждён орденом «Знак Почёта», орденом ГДР «За заслуги перед Отечеством»[9], Орденом Красной звезды, и двумя орденами Отечественной войны 2-й степени[3], а также медалями.
- Михаилу Гуторову присвоили звание «Заслуженного деятеля науки и техники Российской Федерации»[9].